# John S. McCain sr.
John Sidney McCain sr. (Carroll County, 9 augustus 1884 - Coronado California, 6 september 1945) was een viersterren admiraal en een telg uit een familie van militairen. Hij was de neef van generaal Henry Pinckney McCain, de broer van generaal William Alexander McCain, de vader van admiraal John S. McCain jr. en de grootvader van voormalig kapitein en Amerikaans presidentskandidaat John McCain.
Op 9 augustus 1909 huwde hij met Catherine Davey Vaulx (1876-1959).

## Marine
McCain werd geboren als zoon van de plantage-eigenaars en sheriff John Sidney McCain (1851-1934) en Elizabeth Ann Young (1855-1922). Hij studeerde aan de universiteit en de United States Naval Academy, waar hij in 1906 zijn studie beëindigde.
Tussen de Eerste en Tweede Wereldoorlog diende McCain op verschillende marineschepen, zoals de Maryland (BB-46), New Mexico (BB-40) en de Nitro (AE-2). Zijn eerste commando was op The Sirius (AK-18).

## Tweede Wereldoorlog
Na het begin van de vijandelijkheden tussen de Verenigde Staten en Japan werd McCain in 1942 commandant in de Stille Oceaan op het eiland Guadalcanal (Salomonseilanden) en het zuidelijk deel van de Stille Oceaan.
In 1942 keerde McCain sr. terug naar Washington D.C. voor een korte opdracht en in 1943 wordt hij plaatsvervangend chef van alle maritieme operaties, in de rang van viceadmiraal. In 1944 keert hij terug naar de Stille Oceaan in de oorlog tegen Japan.
Op 2 september 1945 is hij aanwezig bij overgaveceremonie van Japan. Onmiddellijk daarop keert hij vermoeid terug naar huis waar hij vier dagen later plots overlijdt aan een hartinfarct. Later kreeg hij postuum de rang van admiraal.

## Militaire loopbaan
- United States Naval Academy: klas van 1909[1]
- Ensign: 1906
- Rear Admiral: januari 1941
- Vice Admiral: augustus 1943
- Admiral: 1949 (Postuum)

## Decoraties
- Naval Aviator badge
- Navy Cross[2]
- Navy Distinguished Service Medal met twee sterren
- Gevechts Actie Ribbon
- Presidentiële Eervolle Eenheids Onderscheiding
- Mexicaanse Service Medaille
- Overwinningsmedaille met gesp "ESCORT"
- American Defensie Service Medaille met gesp "FLEET"[2]
- American Campagne Medaille[2]
- Azië-Pacifische Oceaan Campagne Medaille[2]
- World War II Victory Medal[2]
- Marine Medaille voor Bezettingstroepen met gesp "ASIA" (postuum)
- Lid in de Orde van het Britse Rijk
- Bevrijdingsmedaille van de Filipijnen met één ster